# Louis-Marie-Joseph-Eusèbe Caverot
Louis-Marie-Joseph-Eusèbe Caverot (ur. 26 maja 1806 w Joinville, zm. 23 stycznia 1887 w Lyonie) – francuski duchowny katolicki, arcybiskup Lyonu, prymas Galii, kardynał.

## Życiorys
Ukończył seminarium św. Sulpicjusza w Paryżu. Święcenia kapłańskie otrzymał 19 marca 1831. Pracował w archidiecezji Besançon m.in. jako wikariusz metropolitalny, proboszcz, kanonik w katedrze, a także wikariusz generalny.
20 kwietnia 1849 otrzymał nominację na biskupa Saint-Dié. Sakry udzielił w katedrze w Bensançon przyszły kardynał Jacques-Marie-Adrien-Césaire Mathieu. 26 lipca 1876 został metropolita Lyonu i prymasem Galii. Na konsystorzu z marca 1877 kreowany kardynałem prezbiterem San Silvestro in Capite. Brał udział w konklawe 1878. Pochowany w katedrze lyońskiej.